# SAP Center
SAP centar u San Joseu (izvorno poznat kao San Jose Arena i HP Pavilion u San Joseu) zatvorena je arena smještena u San Joseu, Kalifornija. Glavni korisnici objekat su San Jose Sharks iz Nacionalne hokejaške lige, zbog kojih je dvorana dobila nadimak "The Shark Tank".

## Vanjske poveznice
- Službena stranica